# Petros Fyssoun
Petros Fyssoun (griechisch Πέτρος Φυσσούν, * 5. Oktober 1933 in Agrinio; † 5. Dezember 2016 in Athen) war ein griechischer Schauspieler.

## Leben
Petros Fyssoun wurde 1933 in Agrinio als Sohn einer griechischen Mutter und eines russischen Vaters geboren, welcher sich nach der Russischen Revolution in Griechenland niederließ. Er studierte Schauspiel an der von Karolos Koun gegründeten Dramatiki Scholi tou Theatrou Technis (Δραματική Σχολή του Θεάτρου Τέχνης) und gab 1953 sein Bühnendebüt in der Athener Produktion Our Town von Thornton Wilder. Er arbeitete mit dem griechischen Nationaltheater zusammen und gründete oft persönliche Bühnengruppen. 1958 gab er sein Filmdebüt und spielte in vielen wichtigen Dramen wie Die Gehetzten (1958) und Prodosia (1964). Im Jahr 1965 heiratete Fyssoun Maud Hansson (1937–2020). Das Paar bekam ein Kind namens Ania Fyssoun. In den letzten Wochen vor seinem Tod wurde er im Krankenhaus Sotiria in Athen behandelt. Er starb am 5. Dezember 2016 an akutem Lungenversagen.